# Civray (Cher)
Civray – miejscowość i gmina we Francji, w Regionie Centralnym, w departamencie Cher.
Według danych na rok 1990 gminę zamieszkiwały 1023 osoby, a gęstość zaludnienia wynosiła 25 osób/km² (wśród 1842 gmin Regionu Centralnego Civray plasuje się na 386. miejscu pod względem liczby ludności, natomiast pod względem powierzchni na miejscu 160.).